# لوکاس بیدال
لوکاس بیدال (اسپانیایی: Lucas Vidal‎؛ زادهٔ ۱۹۸۴ میلادی) موسیقی‌دان، آهنگساز، رهبر ارکستر و تهیه‌کننده موسیقی اهل اسپانیا است.
او تاکنون بابت آثارش برندهٔ ۲ جایزه گویا، یک نامزدی جایزه گائودی و یک نامزدی جایزه فروس شده‌است.
از فیلم‌ها یا مجموعه‌های تلویزیونی که وی در آن‌ها نقش داشته‌است، می‌توان به مستأجر، ناپدید شدن در خیابان هفتم، غراب، نور سرد روز، شب بی‌پایان، درختان نخل در برف، ماینداسکیپ و تپه‌های بهشت اشاره نمود.